# Vératrole
Le vératrole, ou 1,2-diméthoxybenzène, est un composé aromatique de formule chimique C6H4(OCH3)2. Cet éther diméthylique est l'un de trois isomères du diméthoxybenzène, le composé ortho. Il se présente sous la forme d'un liquide incolore à l'odeur agréable, faiblement soluble dans l'eau mais très soluble dans les solvants organiques.

## Occurrence
Le vératrole est présent dans la nature. Il est notamment biosynthétisé par méthylation du gaïacol par la gaïacol O-méthyltransférase. Le gène de la gaïacol O-méthyltransférase est par ailleurs le premier gène de parfum jamais découvert dans une plante. Le vératrole est un attracteur à insectes.

## Synthèse
Le vératrole peut être obtenu en traitant du pyrocatéchol avec du sulfate de diméthyle (CH3)2SO4 :
Il peut également être obtenu par décomposition thermique de l'acide vératrique HOOCC6H3(OCH3)2.

## Utilisations
C'est un précurseur utilisé dans la synthèse organique d'autres composés aromatiques. Relativement riche en électrons, il peut facilement subir une substitution électrophile. Il peut par exemple servir à synthétiser la 3,4-diméthoxyacétophénone (acétovératrone) par acylation de Friedel-Crafts ou est utilisé dans la synthèse de la domipizone.
Le vératrole peut être facilement bromé par le NBS pour donner le 4-bromovératrole.

### Dérivés
L'addition d'un autre substituant carboné au vératrole produit une classe de dérivés nommés d'après lui. Le tableau ci-dessous regroupe les plus importants d'entre eux.
|          | –CH2OH            | –CHO           | –COOH            |
|          |                   |                |                  |
| Vératrol | Alcool vératrique | Vératraldéhyde | Acide vératrique |
Le vératraldéhyde peut notamment être produit par réaction de Vilsmeier-Haack